# Frau von Borremose

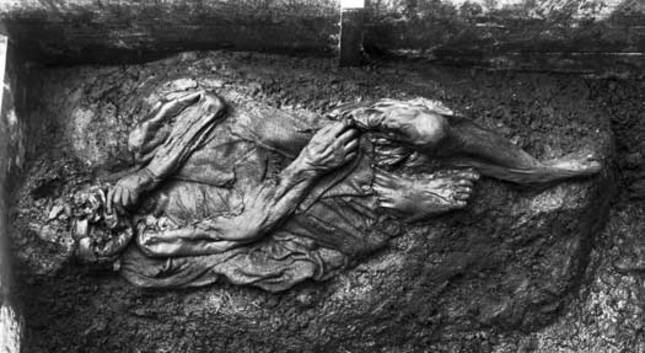
Die Frau von Borremose

Die Frau von Borremose (auch Moorleiche Borremose III) ist eine spätbronzezeitliche Moorleiche, die 1948 in dem gleichnamigen Torfmoor bei Aars in der Kommune Vesthimmerland (Dänemark) gefunden wurde.

## Fundumstände
Die Frau war die dritte der Moorleichen von Borremose, die von 1946 bis 1948 von Torfstechern im Borremose entdeckt wurden. Sie lag nur 400 Meter von der Stelle entfernt, an der 1946 der Mann von Borremose gefunden worden war. Der Direktor des Vesthimmerlandmuseums ließ die Leiche zusammen mit der sie umgebenden feuchten Moorschicht in einer Holzkiste verpacken und sandte diese – wie schon die beiden früheren – an das Dänische Nationalmuseum in Kopenhagen. In seinem Begleitbrief vom 23. Juli 1948 schrieb er: „Ich habe heute das Vergnügen, die traditionelle jährliche Moorleiche aus dem Borremose zu übersenden.“ Im Museum wurde die Leiche nach Entnahme von Gewebeproben für vier Monate in Phenol getränkte Tücher gewickelt und anschließend, als Feuchtpräparat, in einer Wanne in einer 2%igen Formalinlösung konserviert. Zur weiteren Aufbewahrung wurde die Leiche in Tücher und neuerdings in Plastikfolie eingewickelt in einer zinkbeschlagenen Kiste gelagert, wo sie zweimal jährlich ausgepackt und mit Formalinlösung besprüht wird.
Fundort:
56° 47′ 40,1″ N, 9° 34′ 32,1″ O

## Beschreibung

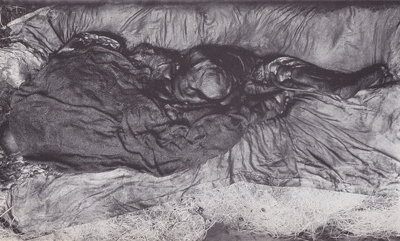
Frau von Borremose (Rückansicht)

Die beleibte, erwachsene Frau lag auf dem Bauch, mit dem Gesicht nach unten. Sie war in eine wollene Decke gehüllt, die auf ihrer Vorderseite bis zu den Achselhöhlen reichte, hinten aber bis zum Ansatz des Kopfes. Der rechte Teil ihres Gesäßes war unbedeckt. Ihr linker Arm lag unter dem angezogenen linken Bein, der rechte war in Richtung des Gesichts gebeugt.
Die Decke hatte eine Größe von 175 cm × 115 cm. Sie wies eine Reihe von Löchern auf und wurde von einem Ledergurt zusammengehalten. Es wird angenommen, dass es sich um eine Art Rock gehandelt hat.
Die Tote wies Spuren schwerer Gewalteinwirkung auf. Der untere und mittlere Teil ihres Gesichts war zerschmettert. Es waren keine Reste von Augen, Nase oder Ohren mehr erkennbar. Kopfhaut und Haare waren vom Schädel getrennt worden. Ein Teil davon befand sich zwischen dem Hals und der Hand der Leiche, der größere Rest in der Nähe des Schädels.

## Befunde
1977 erfolgte eine Obduktion der Leiche im Reichshospital in Kopenhagen. Dabei wurden Hirngewebe, ein Ohr und ein flach gedrückter Augapfel mit Lidern gefunden. Ihr Ernährungszustand wurde als außerordentlich gut beschrieben, und bis auf die Verletzungen des Gesichtsschädels zeigte ihr Skelett keine Hinweise auf Knochenbrüche. Von dem Auge waren nur noch die Lederhaut, Aderhaut und eine vermutlich von der Retina stammende Pigmentansammlung erhalten. Unter dem Rasterelektronenmikroskop fanden sich im Inneren des Glaskörpers hölzerne Wurzelreste von eingewachsenem Widertonmoos (Politrichum). In den Äderchen des Auges und des Ohrs konnten geschrumpfte Erythrozyten nachgewiesen werden. Am Kopf hat sich die Epidermis vom Binde- und Fettgewebe abgelöst, und in den Zwischenraum ist Zartes Torfmoos (Sphagnum tenellum) sowie Pollen von Preiselbeeren oder Moosbeeren eingedrungen. Diese wie auch 1984 durchgeführte forensische Untersuchungen ergaben keinen eindeutigen Hinweis auf die Todesursache. Fehlende Spuren von Einblutungen im Gewebe des Gesichtsbereichs, des Auges, des Ohrs oder der Luftröhre deuten an, dass die schweren Gesichtsverletzungen erst nach ihrem Tod eingetreten sind. Aufgrund der Befunde muss die Zertrümmerung des Gesichts kurz nach ihrem Tod, frühestens aber nach einer halben Stunde, eingetreten sein. Eine Verletzung des Gesichts durch den Torfstecher wurde ausgeschlossen, da die Leiche auf dem Bauch, mit dem Gesicht nach unten lag. Ansonsten waren keine weiteren letalen Verletzungen oder Abwehrverletzungen an ihren Armen sichtbar. Keine der Möglichkeiten – Mord, Selbstmord, Unfall, natürlicher Tod – ließ sich sicher bestimmen oder ausschließen. Ob die Frau zu Lebzeiten oder erst nach ihrem Tod skalpiert oder die Leiche erst durch die Torfstecher beschädigt wurde, ließ sich nicht mehr klären.
Die Bestimmung des Lebensalters der Frau von Borremose zu ihrem Todeszeitpunkt bereitete bei allen bisherigen Untersuchungen Schwierigkeiten und konnte bisher keine eindeutigen Ergebnisse liefern. Dies ist auf ihren Erhaltungszustand aufgrund der Einflüsse bei ihrer langen Lagerung im Moor und der anschließenden Konservierung auf die Überreste der Frau zurückzuführen. Bisher wurden fünf verschiedene Versuche unternommen, das Alter der Frau wissenschaftlich zu bestimmen. Die verschiedenen angewandten Untersuchungsmethoden ergaben zum Teil weit voneinander abweichende Ergebnisse in einem Spektrum von 16 bis 73 Lebensjahren, wobei die meisten Übereinstimmungen in einem Bereich um das 30. Lebensjahr lagen. Aufgrund der Analyse von Wachstumsmarken an verschiedenen Skelettteilen aus dem Jahre 1986 ergab sich ein Lebensalter der Frau zwischen 20 und 35 Jahren. Die Auswertung einer Reihe von computertomographischen Aufnahmen der Frau im Jahre 2008 konnte den Zeitraum auf 16 bis 24 Lebensjahren weiter eingrenzen.
Eine C-14 Analyse von Lungen- und Herzgewebe datiert die Leiche in die späte Nordische Bronzezeit, etwa in das Jahr 770 v. Chr. In der die Frau umgebenden Torfschicht wurden etwa 80 Jahre jüngere Partikel von Moorkohle gefunden, die vermutlich erst nach der Einbettung der Frau in die Moorschicht eingeschwemmt worden waren.

## Weitere Funde
Neben der Frau von Borremose wurden im gleichen Moor die Überreste weiterer Moorleichen gefunden wie des Mannes von Borremose und der Moorleiche Borremose II, die aber in keinem direkten Zusammenhang zueinander stehen.